# هربرت إس. والترز
هربرت إس. والترز هو سياسي أمريكي، ولد في 17 نوفمبر 1891 في مقاطعة جيفرسون في الولايات المتحدة، وتوفي في 17 أغسطس 1973 في نوكسفيل في الولايات المتحدة. نشط حزبياً في الحزب الديمقراطي. وقد انتخب عضو مجلس الشيوخ الأمريكي ‏ عن دائرة Tennessee Class 2 senate seat ‏ وقد انضم خلال فترته النيابية ‏ (20 أغسطس 1963 – 3 نوفمبر 1964) للكتلة البرلمانية الحزب الديمقراطي وانتخب عضو مجلس نواب تينيسي ‏.